# Ernst Friedländer
Ernst Friedländer (28. srpna 1841 Berlín – 1. ledna 1903 tamtéž) byl německý archivář.

## Životopis
Friedländer studoval na berlínské univerzitě právní vědy a v roce 1867 promoval. Od roku 1867 pracoval pro pruský státní archiv v Münsteru a od 1. dubna 1872 jako vedoucí nově zřízeného archivu v Aurichu. Vydal „Ostfriesische Urkundenbuch“ (2 svazky, 1871-1888). V roce 1874 přešel do Geheimes Staatsarchiv Preußischer Kulturbesitz v Berlíně. Zde je i uchovávána jeho písemná pozůstalost (Signatura: GStA PK, VI. hlavní oddělení NL Friedländer, G.).
Jeho otcem byl archivář Gottlieb Friedländer (1805–1878), jeho dědečkem sběratel Benoni Friedländer, jeho synovcem historik umění Max J. Friedländer.